# Фолі-Бержер

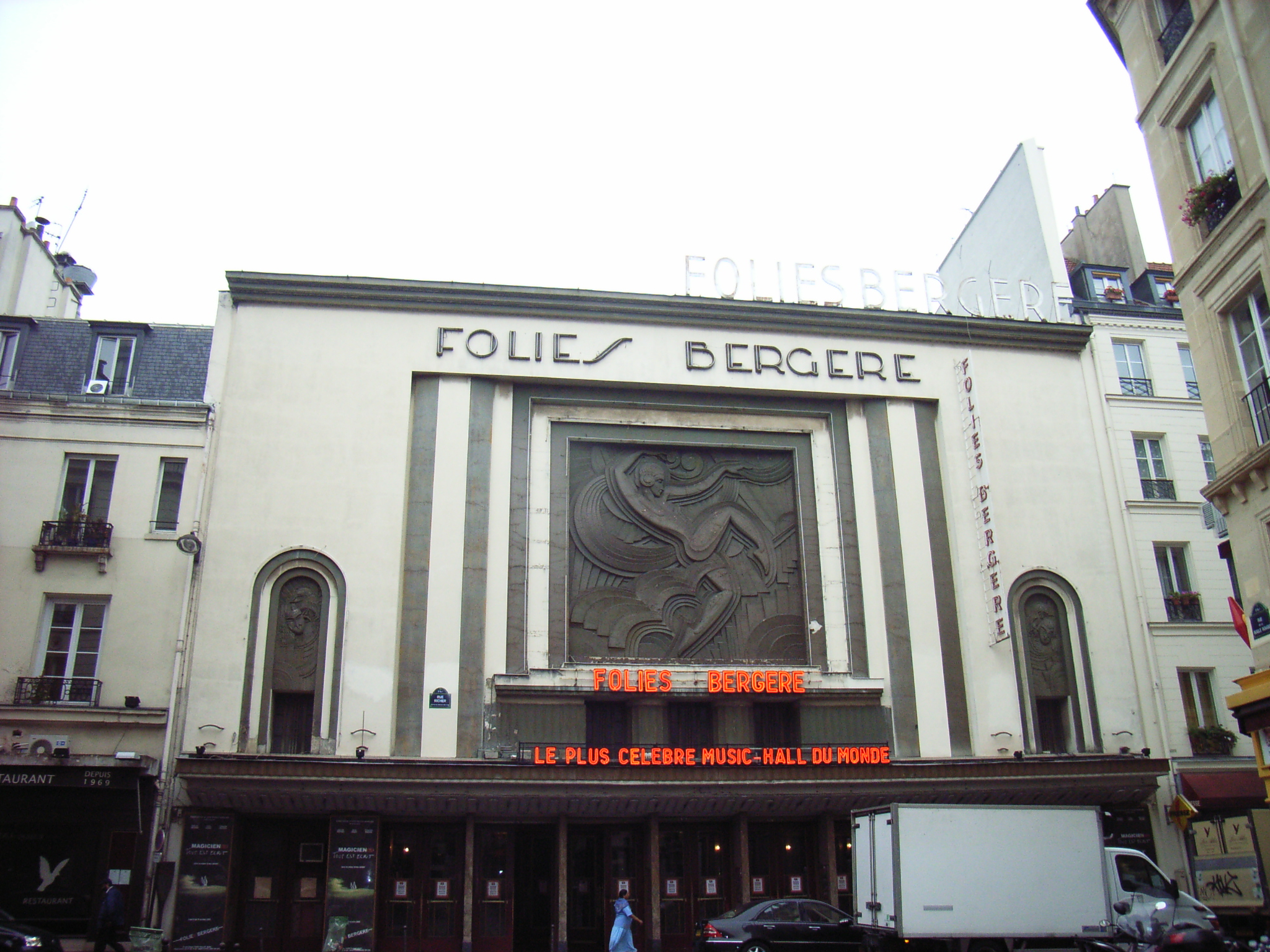
" Фолі -Бержер ", головний вхід

 «Фолі-Бержер»  (фр. Folies Bergère) — знамените вар'єте та кабаре в Парижі. Знаходиться за адресою вулиця Ріше 32 (фр. Rue Richer, 9-й округ столиці).
З 1890 по 1920 було дуже популярним. У наші дні кабаре також працює. Будинок в стилі опери побудував архітектор Плюмере. Фасад оновлено Піко в 1929 в стилі ар-деко.

## Історія

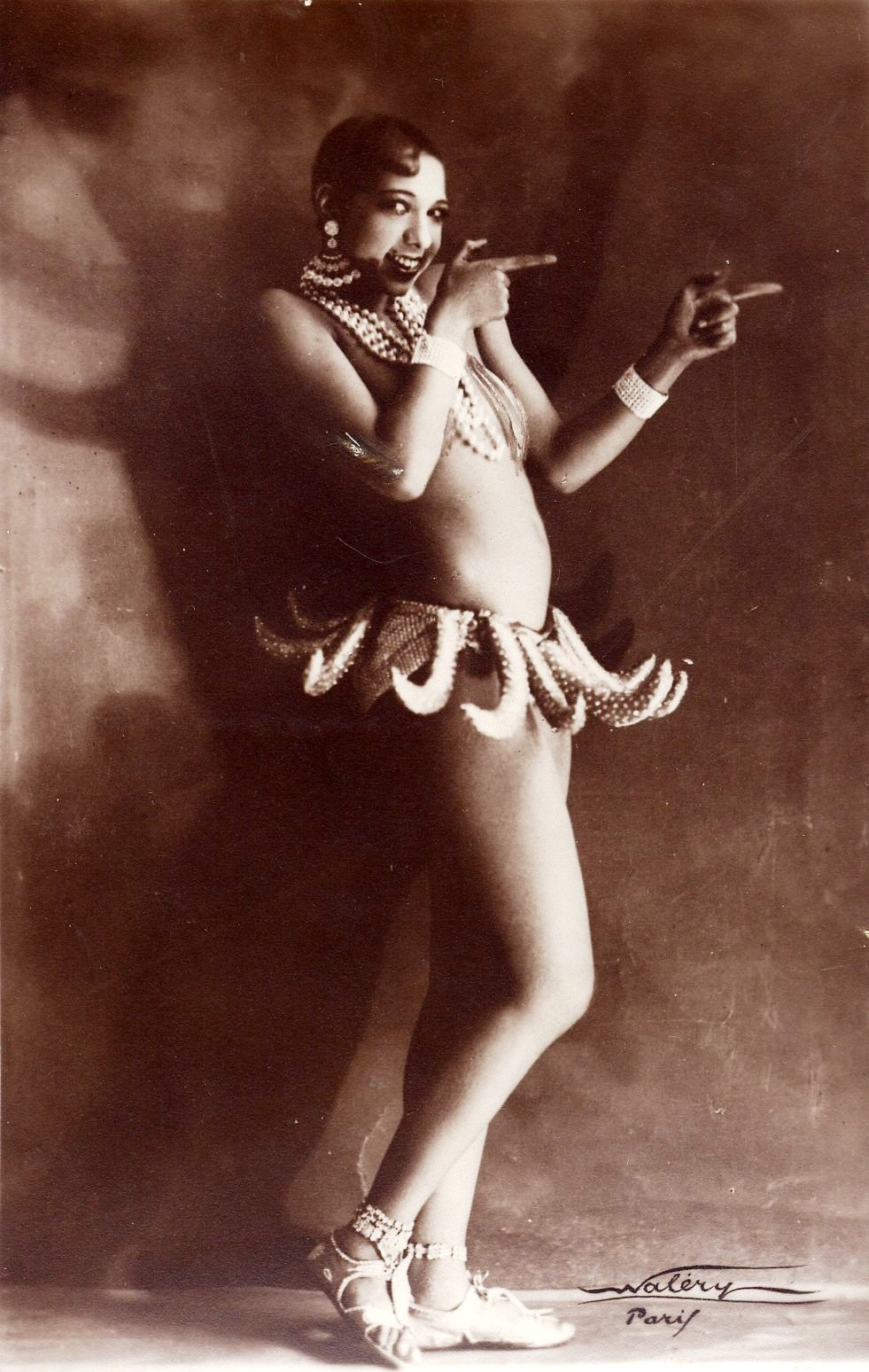
Жозефіна Бейкер в банановій спідничці в шоу «Фолі-Бержер» «Un Vent de Folie»

2 травня 1869 заклад відчинив свої двері під ім'ям «Фолі Тревіз» (фр. Folies Trévise) (вар'єте знаходиться на розі рю де Тревіз). Назва закладу перекладається українською як «у листі Тревізо» (від лат. folia — листя), маючи на увазі тим самим місце, де сховавшись від настирливих поглядів можна було віддатися веселощам і насолоді. 13 вересня 1872 року його перейменували в «Фолі-Бержер».

## Галерея

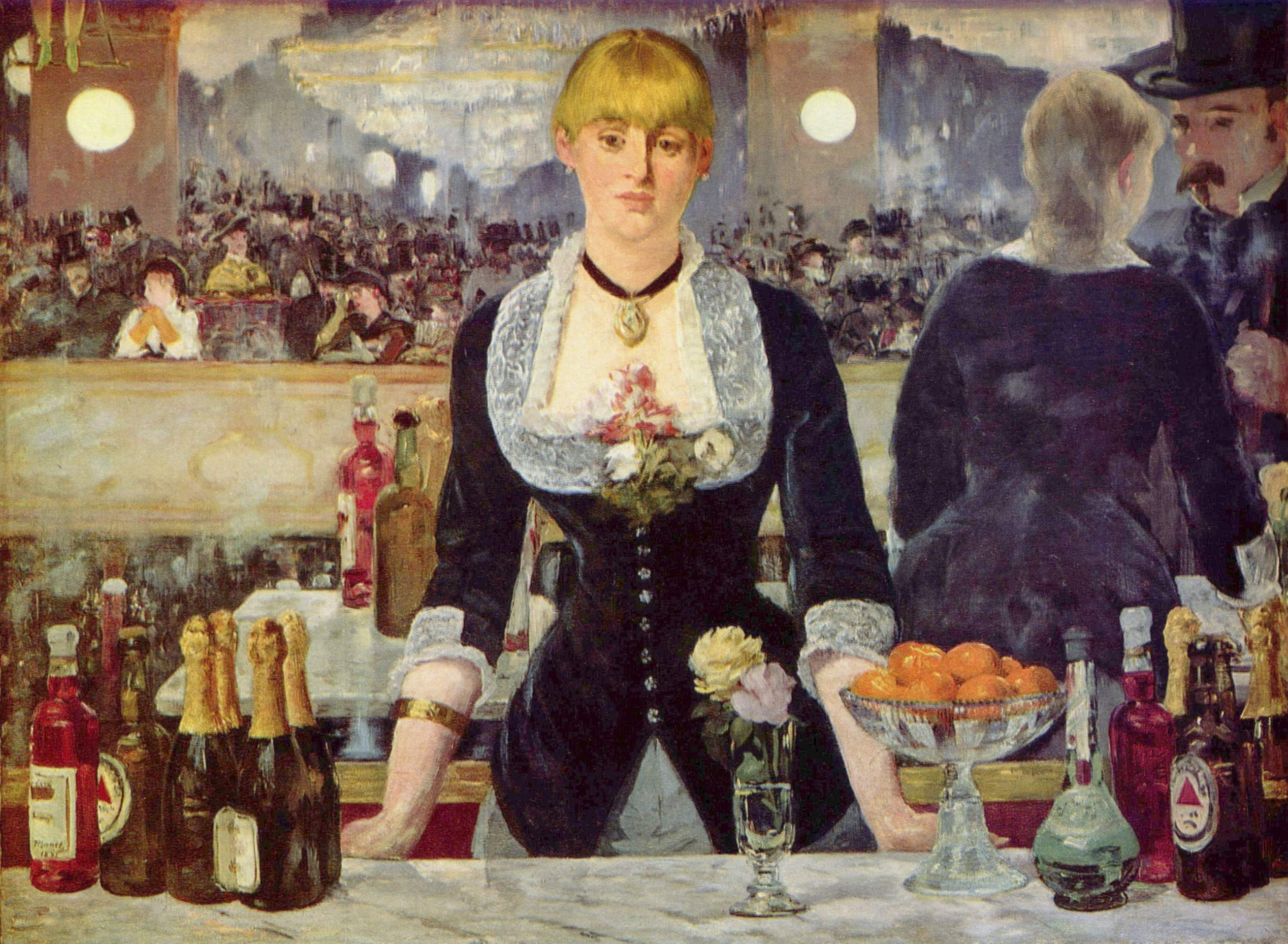
Едуар Мане. Бар в «Фолі-Бержер». 1881-1882. Інститут мистецтва Курто. Лондон
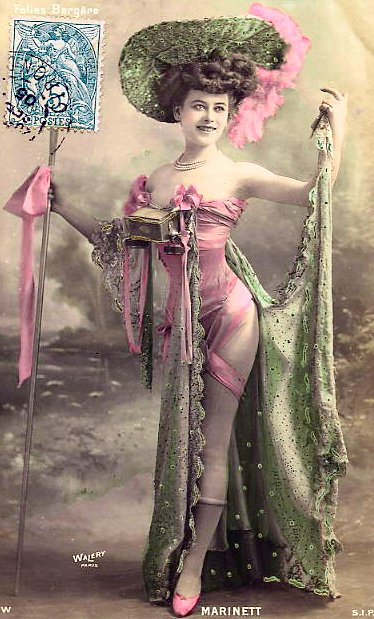
Валері, поштівка 1900 року